# Abies veitchii
Abies vietchii és una espècie de conífera de la família de les pinàcies nadiua de les muntanyes del centre de Honshu i Shikoku (Japó).

## Descripció
Arbre perennifoli de creixement ràpid que ateny els 25 - 30 metres d'alçada, té una copa estreta i cònica de brancatge horitzontal però amb àpexs de les branques ascendents. L'escorça del tronc és llisa, de color gris clar amb abundants glàndules resiníferes, com la majoria d'espècies del gènere Abies. Els Brots de l'any són pubescents amb pèls curts i marronosos i amb gemmes de color roig viu i brillants. Les fulles són lineals, escotades a l'àpex, planes d'1 a 3 cm de longitud i de 2 mm. d'amplada; de color verd fosc per l'anvers i amb dos bandes estomàtiques de color blanc blavós brillant al revers. Estan disposades de forma densa al llarg de tot el brot. Les fulles apicals són més curtes i erectes que la resta.
Forma abundants pinyes de color marró-porpra o blavoses, disposades sobretot al capdamunt de la copa, de forma cilíndrica de 4 a 7 cm de longitud, lleugerament afuades, verticals, amb bràctees lleugerament exsertes i reflexes de color verd-grogós. Llavors de color groc i sàmares negres.

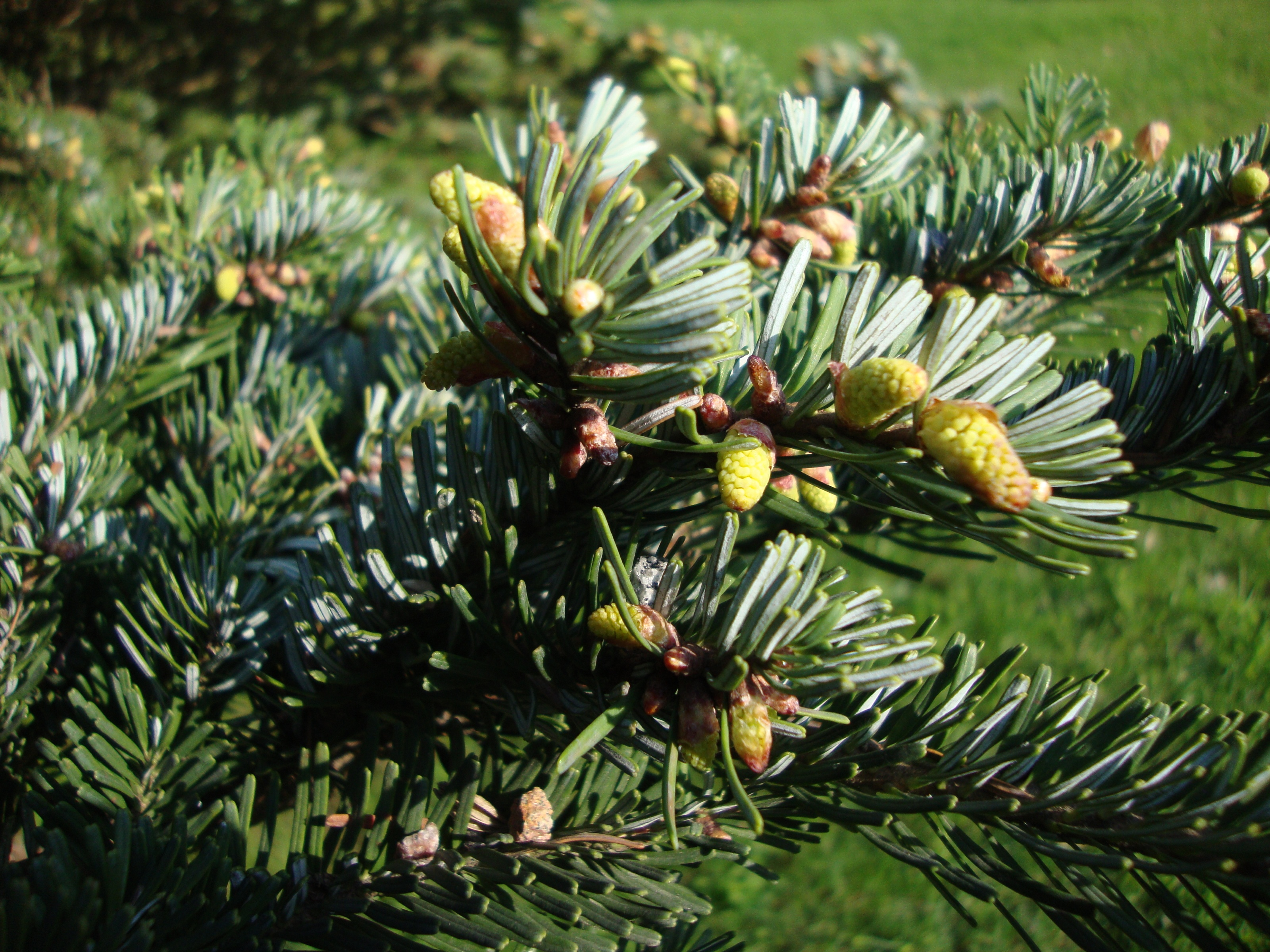
Detall de les fulles
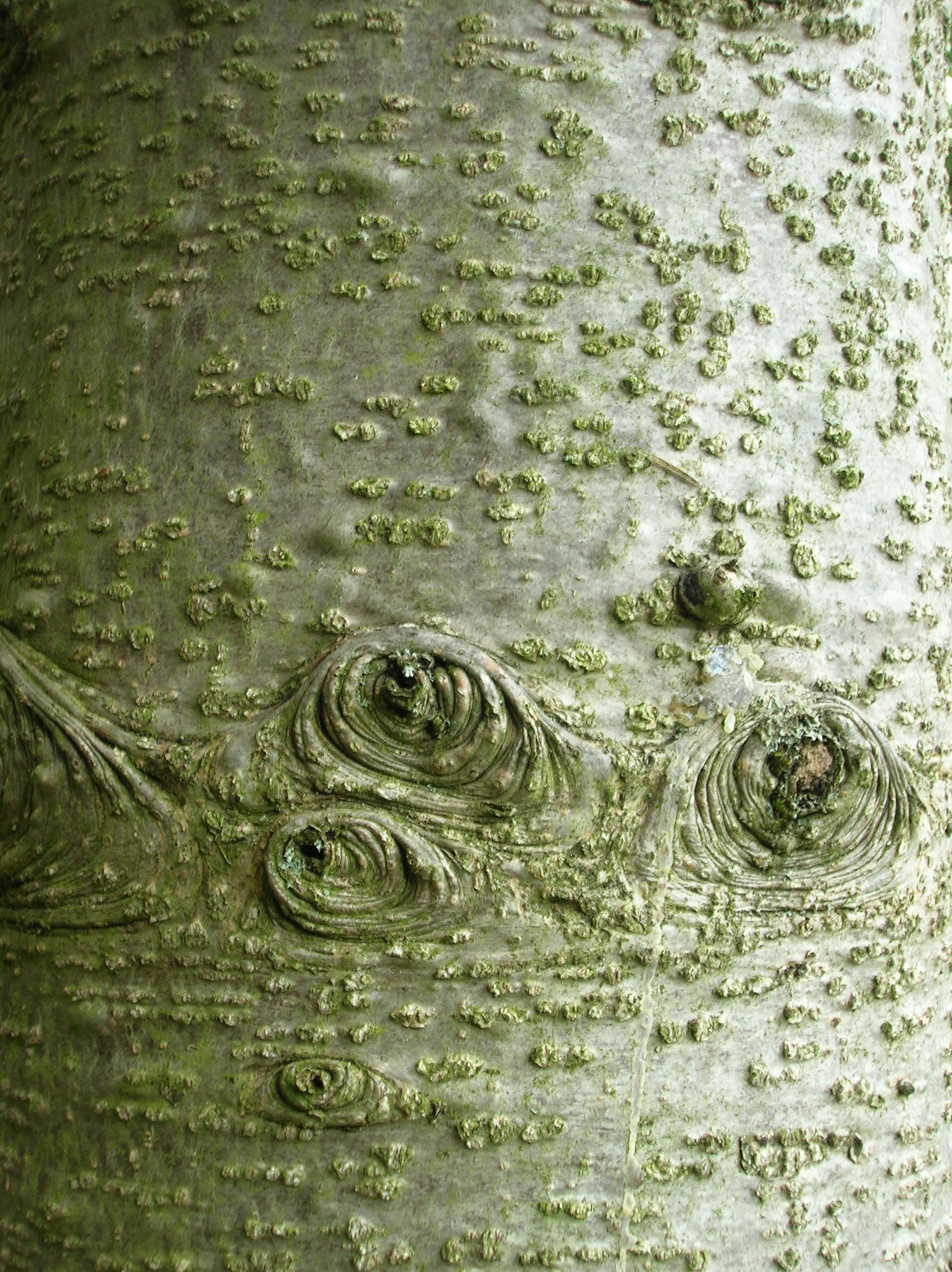
Escorça
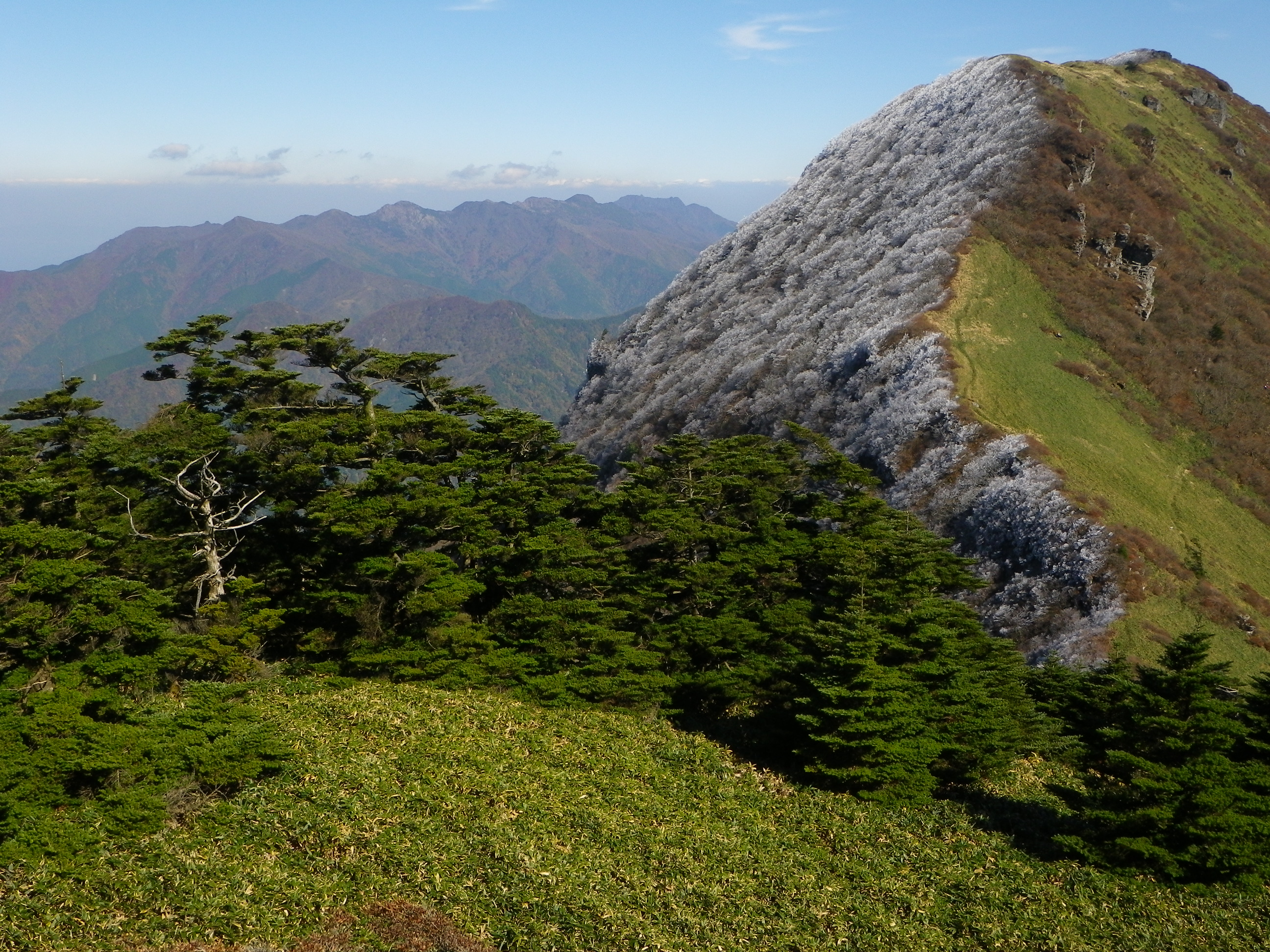
En el seu hàbitat natural

## Ecologia i distribució
Creix en zones d'alta muntanya entre els 1.200 m i 2.800 m de clima fred i humid, amb un rang de precipitació de 1.000 a 2.500 mm amb hiverns nivosos i freds sobre sòls àcids d'origen volcànic (generalment podzols) ben drenats. Generalment forma boscos mixtos amb altres coníferes com per exemple Abies mariesii, Picea jezoensis, Larix kaempferi, Thuja standihii, Pinus parviflora, Tsuga diversifolia i en alguns punts més elevats apareix juntament amb Pinus pumila. També conviu amb espècies de frondoses com Betula ermanii, Sorbus commixta, Prunus nipponica o diferents espècies d'auró. És una espècie amb un bon estat de conservació, les poblacions de l'àrea central de Honshu són estables però algunes poblacions aïllades situades més al sud o a menor latitud tendeixen a retrocedir.

## Taxonomia
Abies veitchii, fou descrit per John Lindley l'any 1861 a The Gardeners' Chronicle & Agricultural Gazette. Actualment té un infratàxon acceptat la varietat Abies veitchii var. sikokiana (Nakai) Kusaka, en estat vulnerable segons la Unió Internacional per a la Conservació de la Natura (UICN) i present tan sols en una limitada area d'uns 100 km² al voltant de les Muntanyes Tsurugi i Ishizuchi de l'illa de Shikoku.

### Sinonímia
- Abies eichleri Lauche
- Abies nordmanniana var. eichleri (Lauche) Beissn.
- Abies veitchii var. komagatakensis Hayashi
- Abies veitchii var. nikkoensis Mayr
- Abies veitchii var. olivacea Shiras.
- Abies veitchii f. olivacea (Shiras.) Cinovskis
- Abies veitchii var. reflexa Koidz.
- Abies veitchii var. veitchii
- Picea veitchii (Lindl.) Gordon
- Pinus nephrolepis var. veitchii (Lindl.) Voss
- Pinus selenolepis Parl.
- Pinus veitchii (Lindl.) W.R.McNab[6]